# Tachytrechus melanolepis
Tachytrechus melanolepis är en tvåvingeart som först beskrevs av Mario Bezzi 1906.  Tachytrechus melanolepis ingår i släktet Tachytrechus och familjen styltflugor. Inga underarter finns listade i Catalogue of Life.